# Jessica Chastain

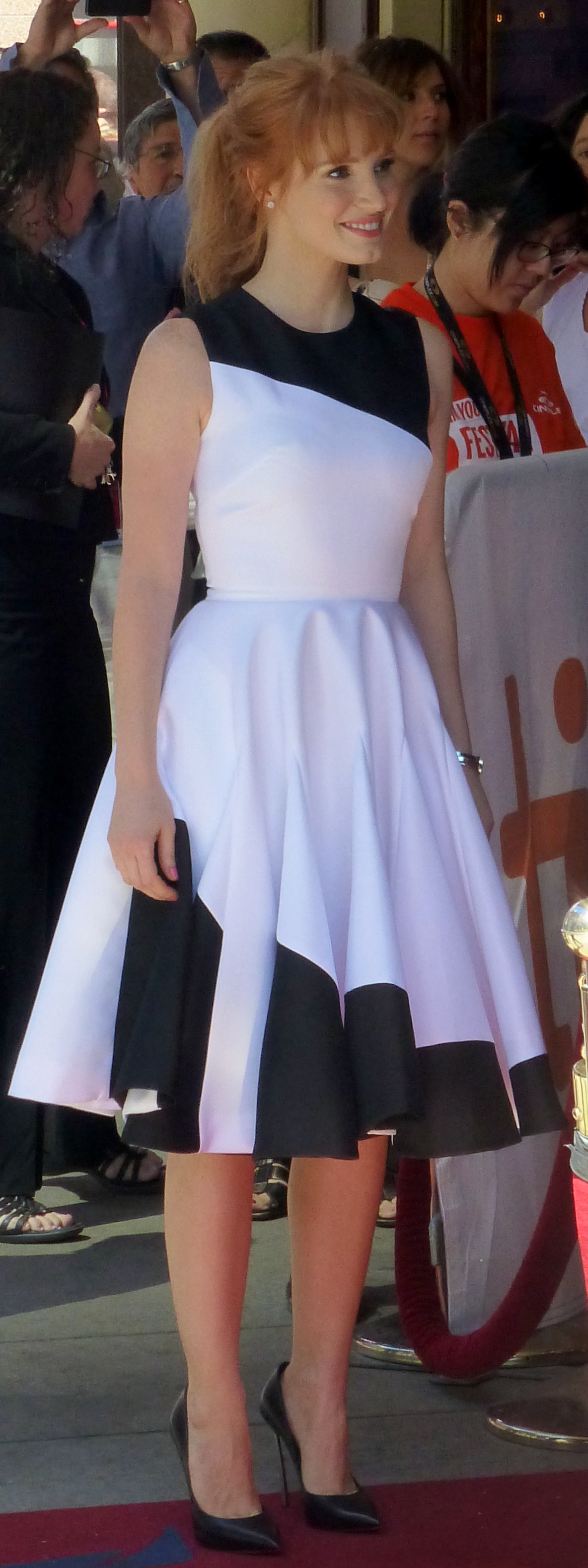
Chastain na premierze Miss Julie (2014)

Jessica Michelle Chastain (ur. 24 marca 1977 w Sacramento) – amerykańska aktorka i producentka filmowa, laureatka m.in. Oscara za pierwszoplanową rolę w filmie Oczy Tammy Faye oraz Złotego Globu za rolę w filmie Wróg numer jeden.

## Życiorys

### Wczesne lata
Jessica Michelle Chastain urodziła się w Północnej Kalifornii. Jest jednym z pięciorga dzieci; jej matka jest gospodynią domową, a ojciec strażakiem. Chastain jest od lat weganką. Studiowała w Juilliard School w Nowym Jorku, dzięki stypendium ufundowanym przez Robina Williamsa. Aktorka aktywnie uczestniczyła w kilku produkcjach teatralnych i projektach filmowych uczelni.

### Kariera
Pierwszy raz przed kamerą pojawiła się w 2004 roku w dwóch serialach telewizyjnych: Ostry dyżur oraz Weronika Mars. Rok później wystąpiła w swoim pierwszym filmie, telewizyjnej produkcji Dark Shadows.
Pierwszym filmem kinowym w jakim wystąpiła był obraz Jolene z 2008 roku, w którym zagrała tytułową rolę u boku Dermota Mulroneya. Za swoją rolę Jessica otrzymała nagrodę dla najlepszej aktorki podczas MFF w Seattle. W 2010 roku aktorka występuje w ekranizacji powieści Agaty Christie Morderstwo w Orient Expressie będącym odcinkiem serialu Poirot. W tym samym roku Chastain u boku Helen Mirren i Sama Worthingtona gra w filmie Dług w reżyserii Johna Maddena. W filmie, którego premiera miała miejsce podczas 35. MFF w Toronto wcieliła się w postać młodej agentki Mosadu, tropiącej niemieckiego zbrodniarza.
W 2011 aktorka wystąpiła aż w sześciu filmach fabularnych, ocenionych wysoko zarówno przez krytyków filmowych, jak i publiczność. W filmie Terrence’a Malicka Drzewo życia wcieliła się w postać pani O’Brien, żony postaci graną przez Brada Pitta. Premiera filmu nastąpiła podczas 64. MFF w Cannes, gdzie obraz otrzymał nagrodę główną, czyli Złotą Palmę. Sama Chastain otrzymała za swoją rolę do nagrodę Satelitę za najlepszą rolę drugoplanową. W obrazie Koriolan, będącym reżyserskim debiutem Ralpha Fiennesa, wcieliła się w postać szekspirowskiej Virgilii, grając u boku Gerarda Butlera i Vanessy Redgrave. Premiera tego dramatu miała miejsce podczas 61. MFF w Berlinie.
W filmie Ala Pacino Wilde Salone, adaptacji sztuki Salome Oscara Wilde’a, aktorka wcieliła się w postać Salome. Premiera tego dokumentalizowanego dramatu miała miejsce podczas 68. MFF w Wenecji. Na tym festiwalu również prezentowano inny obraz z Chastain w obsadzie, dramat Teksas – Pola śmierci, w którym aktorka partnerowała ponownie Samowi Worthingtonowi.
Aktorka otrzymała szereg nagród grając w ekranizacji bestsellerowej powieści, komediodramacie Służące z Violą Davis i Emmą Stone w obsadzie. Za rolę w tym filmie aktorkę nominowano do Oscara i Złotego Globu za najlepszą rolę drugoplanową. W niezależnym dramacie Take Shelter, grała u boku Michaela Shannona. Za rolę w tej produkcji, Chastain nominowano do nagrody Independent Spirit za najlepszą żeńską rolę drugoplanową.
Za rolę w filmie Oczy Tammy Faye została nagrodzona na 94. ceremonii w Los Angeles Oscarem w kategorii najlepszej aktorki pierwszoplanowej.
Zasiadała w jury konkursu głównego na 70. MFF w Cannes (2017).
W 2022 odznaczona Orderem Księżnej Olgi III Klasy (Ukraina).

## Życie prywatne
Aktorka w 2017 roku wzięła ślub z Gian Lucą Passim de Preposulo, z którym była w związku od 2013.

## Filmografia

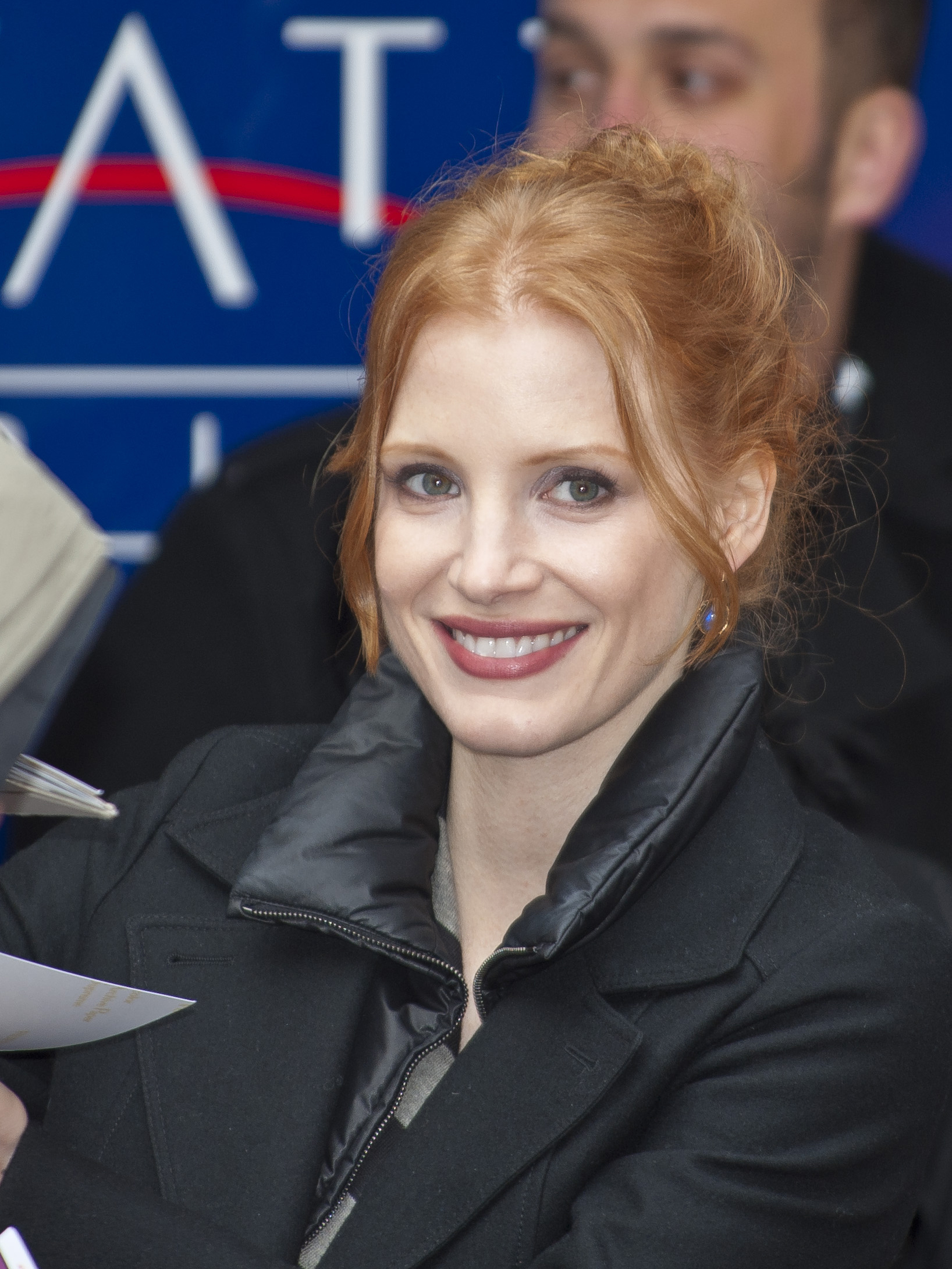
Chastain podczas MFF w Berlinie (2011)

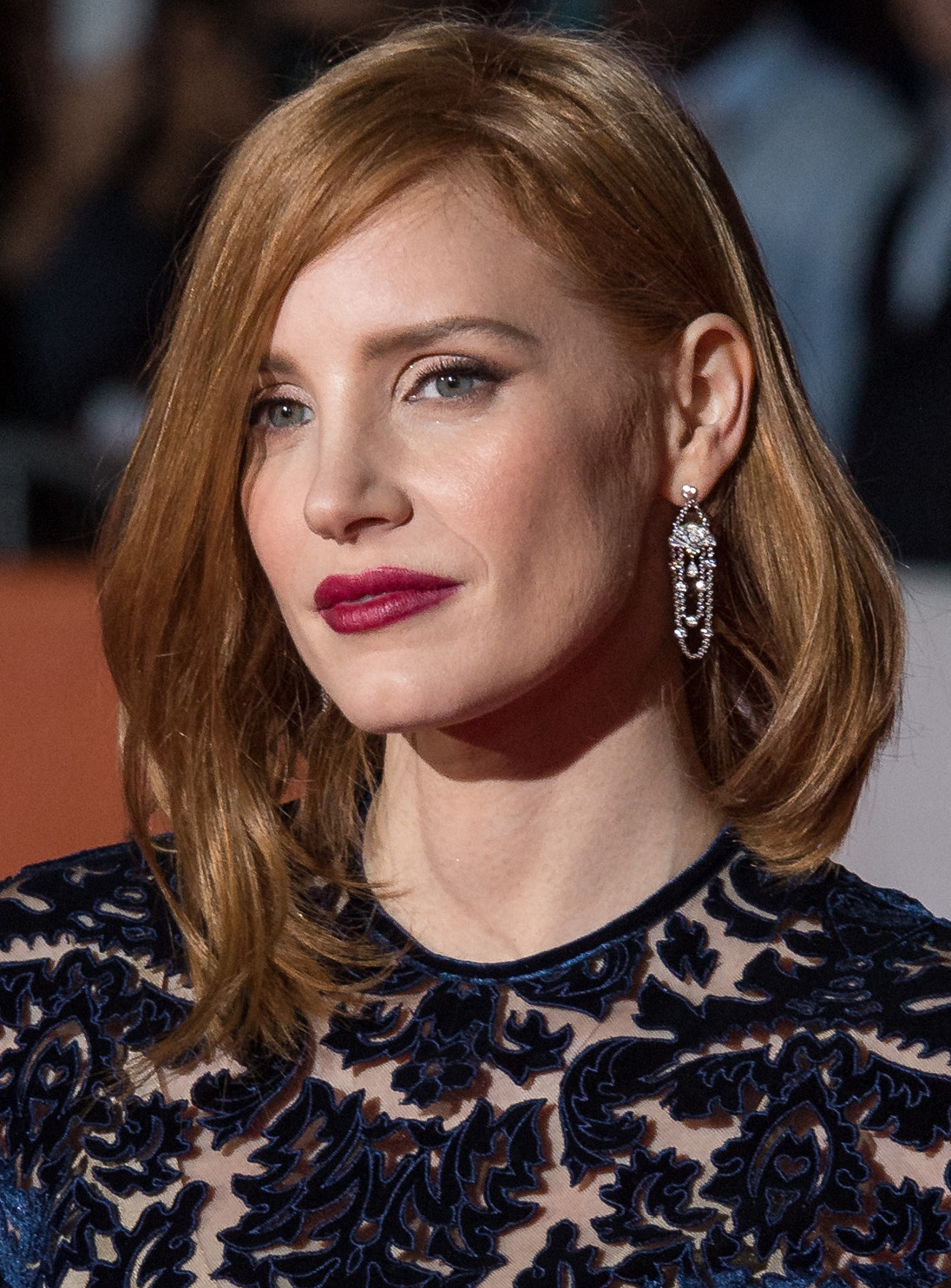
Jessica Chastain (2015)

### Filmy fabularne
- 2005: Dark Shadows jako Carolyn Stoddard
- 2006: Czarnobrody (Blackbeard) jako Charlotte Ormand
- 2008: Jolene jako Jolene
- 2009: Skradzione życie (Stolen Lives) jako Sally Ann
- 2010: Dług (The Debt) jako młoda Rachel Singer
- 2010: The Westerner jako matka Daniela
- 2011: Drzewo życia (The Tree of Life[1]) jako pani O’Brien
- 2011: Koriolan (Coriolanus) jako Virgilia
- 2011: Służące (The Help[1][5]) jako Celia Foote
- 2011: Take Shelter[1] jako Samantha LaForche
- 2011: Teksas – Pola śmierci (Texas Killing Fields) jako detektyw Pam Stall
- 2012: Gangster (Lawless) jako Maggie Beauford
- 2012: Madagaskar 3 (Madagascar 3: Europe’s Most Wanted) jako Gia (głos)
- 2012: Smoła (Tar) jako pani Williams
- 2012: Wróg numer jeden (Zero Dark Thirty[1][5]) jako Maya
- 2013: Mama[1] jako Annabel
- 2013: Salome jako Salome
- 2013: Znikniecie Eleanor Rigby: On (The Disappearance of Eleanor Rigby: Him) jako Eleanor Rigby
- 2013: Znikniecie Eleanor Rigby: Ona (The Disappearance of Eleanor Rigby: Her) jako Eleanor Rigby
- 2014: Interstellar[1] jako dr Murph Cooper
- 2014: Panna Julia (Miss Julie[1]) jako Julie
- 2014: Rok przemocy (A Most Violent Year[1]) jako Anna Morales
- 2014: Znikniecie Eleanor Rigby: Oni (The Disappearance of Eleanor Rigby: Them) jako Eleanor Rigby
- 2015: Crimson Peak. Wzgórze krwi (Crimson Peak[1]) jako lady Lucille Sharpe
- 2015: Marsjanin (The Martian) jako kapitan Melissa Lewis
- 2016: Sama przeciw wszystkim (Miss Sloane) jako Elizabeth Sloane
- 2016: Łowca i Królowa Lodu (The Huntsman Winter’s War) jako Sara
- 2017: Azyl (The Zookeeper’s Wife) jako Antonina Żabińska
- 2017: Gra o wszystko (Molly’s Game) jako Molly Bloom
- 2017: Kobieta idzie przodem(inne języki) (Woman Walks Ahead) jako Caroline Weldon
- 2019: To: Rozdział 2 (It Chapter Two) jako Beverly Marsh
- 2019: X-Men: Mroczna Phoenix (Dark Phoenix[5]) jako Vuk / Margaret
- 2020: Ava jako Ava Faulkner
- 2021: The Forgiven jako Jo Henninger
- 2021: Oczy Tammy Faye(inne języki) (The Eyes of Tammy Faye) jako Tammy Faye Bakker
- 2022: 355 (The 355[5]) jako Mace / Mason Browne
- 2022: Armagedon (Armageddon Time) jako Maryanne Trump
- 2022: Dobry opiekun (The Good Nurse) jako Amy Loughren
- 2023: Pamięć (Memory) jako Sylvia

### Seriale telewizyjne
- 2004: Ostry dyżur (E.R.) jako Dahlia Taslitz
- 2004: Weronika Mars jako Sarah Williams
- 2005–2006: Prawo i bezprawie (Law & Order: Trial by Jury) jako Sigrun Borg, asystent Prokuratora Okręgowego
- 2006: Krok od domu (Close to Home) jako Casey Wirth
- 2006: The Evidence jako Laura Green
- 2007: Journeyman – podróżnik w czasie (Journeyman) jako Tanna Bloom
- 2010: Poirot (Agatha Christie’s Poirot) jako Mary Debenham
- 2021: Sceny z życia małżeńskiego (Scenes from a Marriage) jako Mira (miniserial)
- 2022: George & Tammy jako Tammy Wynette

### Filmy dokumentalne
- 2011: Wilde Salome jako Salome
- 2015: Unity jako narratorka

## Nagrody i nominacje
16. ceremonia wręczenia Satelitów
- nagroda: najlepsza aktorka w roli drugoplanowej − Drzewo życia

26. ceremonia wręczenia Independent Spirit Awards
- nominacja: najlepsza drugoplanowa rola żeńska − Take Shelter

69. ceremonia wręczenia Złotych Globów
- nominacja: najlepsza aktorka drugoplanowa − Służące

84. ceremonia wręczenia Oscarów
- nominacja: najlepsza aktorka drugoplanowa − Służące[5]

70. ceremonia wręczenia Złotych Globów
- nagroda: najlepsza aktorka w filmie dramatycznym – Wróg numer jeden

85. ceremonia wręczenia Oscarów
- nominacja: najlepsza aktorka − Wróg numer jeden[5]

94. ceremonia wręczenia Oscarów
- nagroda: najlepsza aktorka pierwszoplanowa – Oczy Tammy Faye(inne języki)[2]